# Conscious Consumer
Conscious Consumer — второй студийный альбом британской панк-рок-группы новой волны «X-Ray Spex». Вышел в свет в 1995 году, вскоре после объединения группы после семнадцатилетнего перерыва.

## Список композиций
Все песни авторства Поли Стайрин.
1. Cigarettes — 2:53
2. Junk Food Junkie — 3:26
3. Crystal Clear — 4:31
4. India — 3:21
5. Dog in Sweden (Styrene/Hartnett) — 3:14
6. Hi Chaperone — 2:58
7. Good Time Girl — 2:59
8. Melancholy — 3:53
9. Sophia — 2:49
10. Peace Meal — 2:30
11. Prayer for Peace — 3:58
12. Party — 2:48

## Участники записи
- Поли Стайрин — вокал
- Ред Спектр — гитара
- Лора Лоджик — саксофон
- Пол Дин — бас-гитара
- Паули Охайрт — ударные